# Manfred von Richthofen (Sportfunktionär)

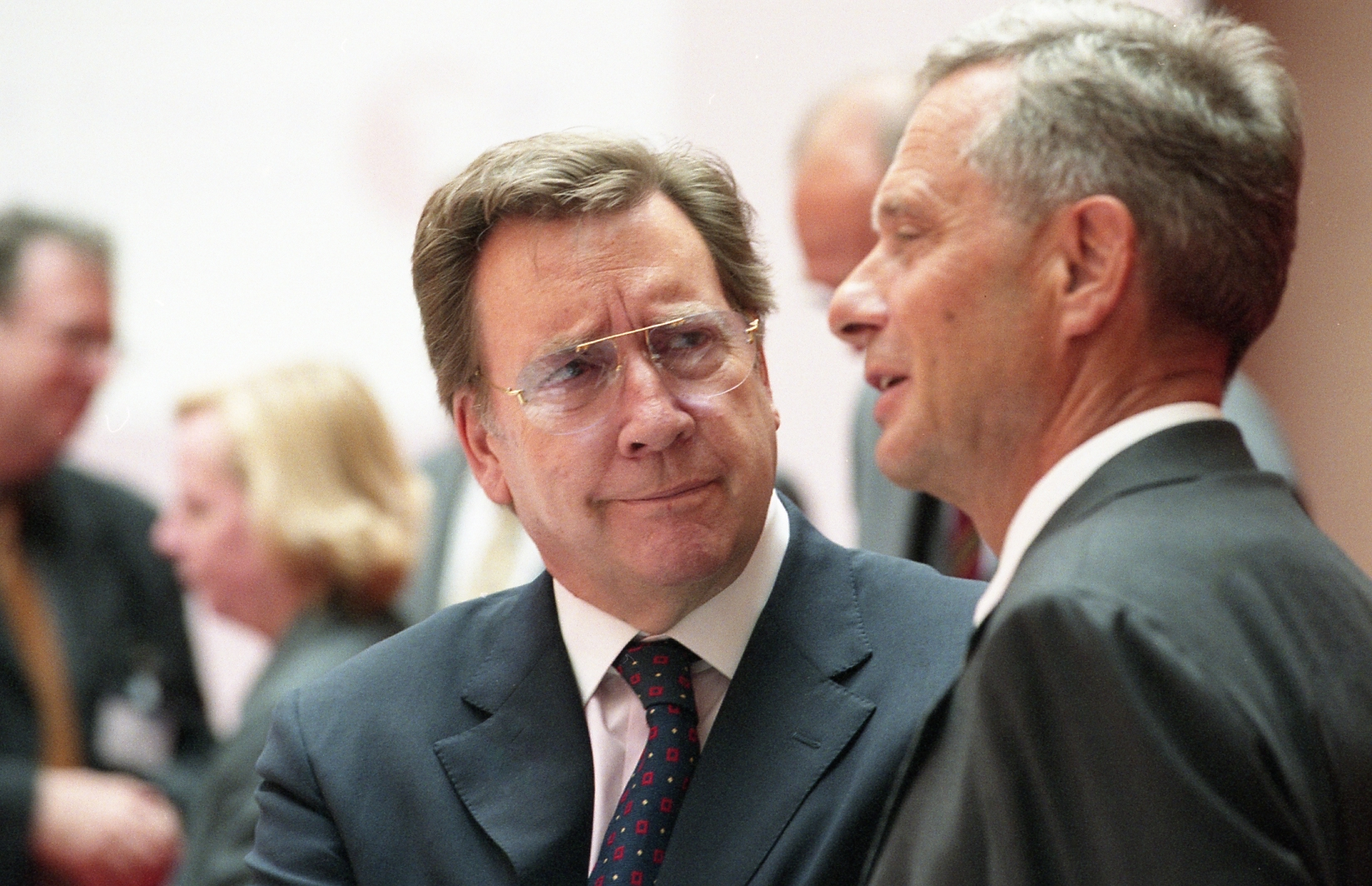
Manfred von Richthofen (links) im Gespräch mit Dieter Spöri (2002)

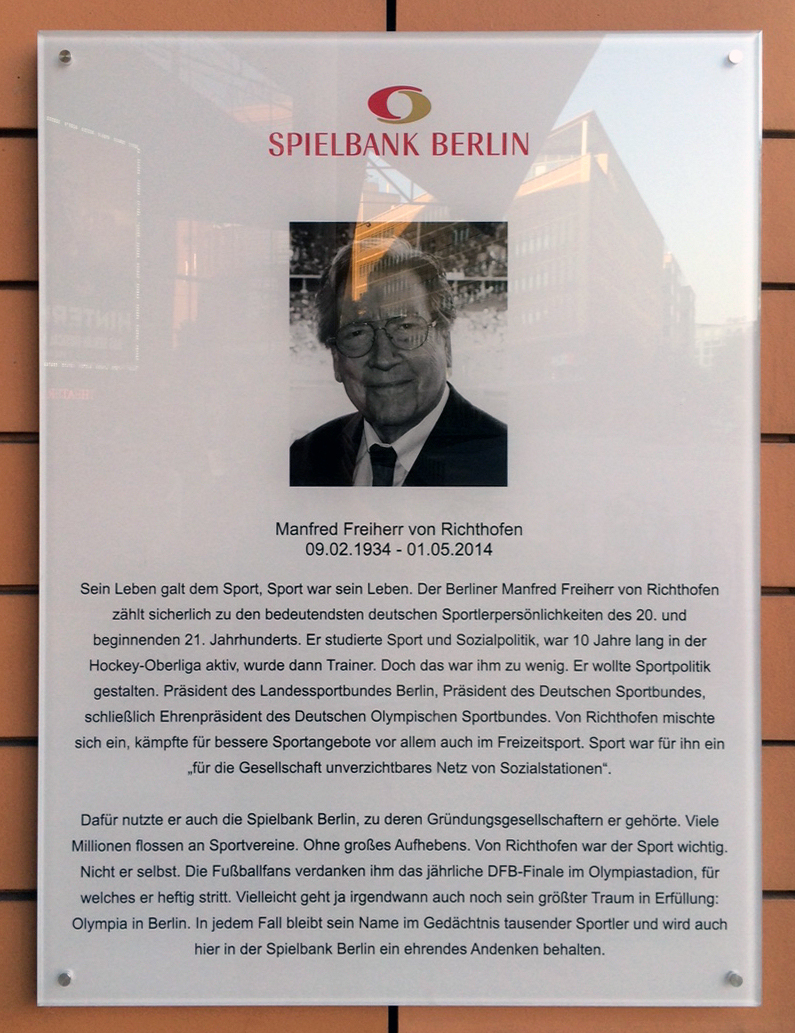
Gedenktafel am Haus, Marlene-Dietrich-Platz 1, in Berlin-Tiergarten

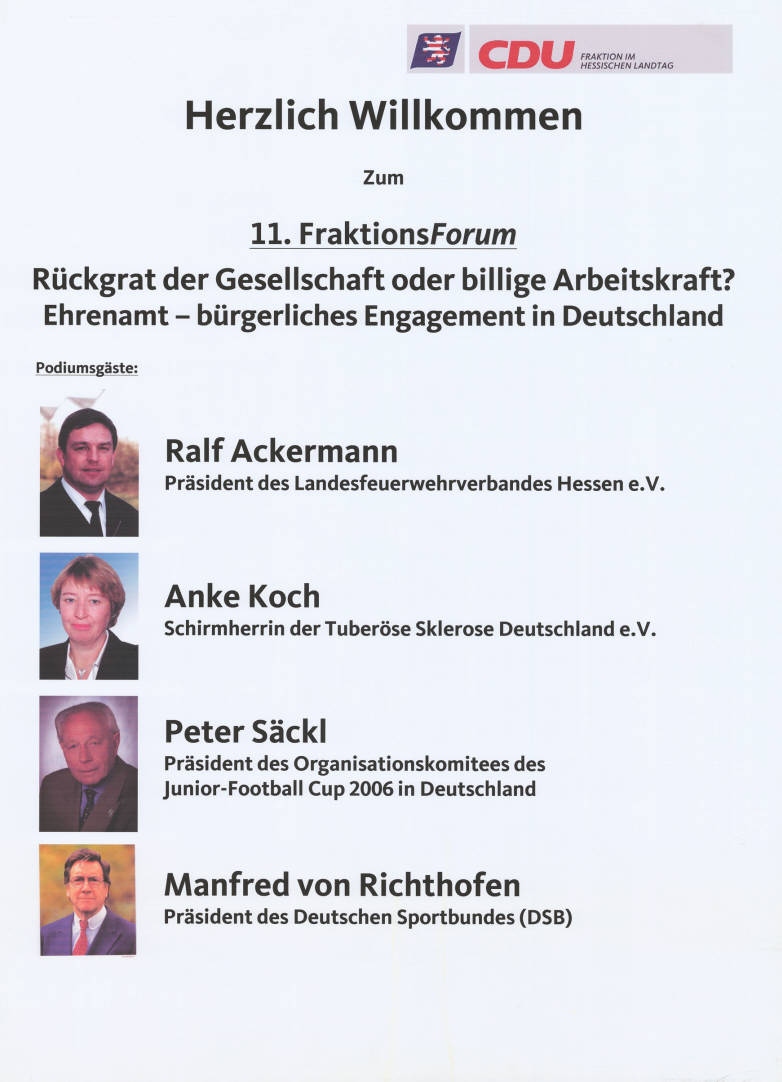
Manfred von Richthofen auf einem Veranstaltungsplakat der CDU-Fraktion des Hessischen Landtags 2006

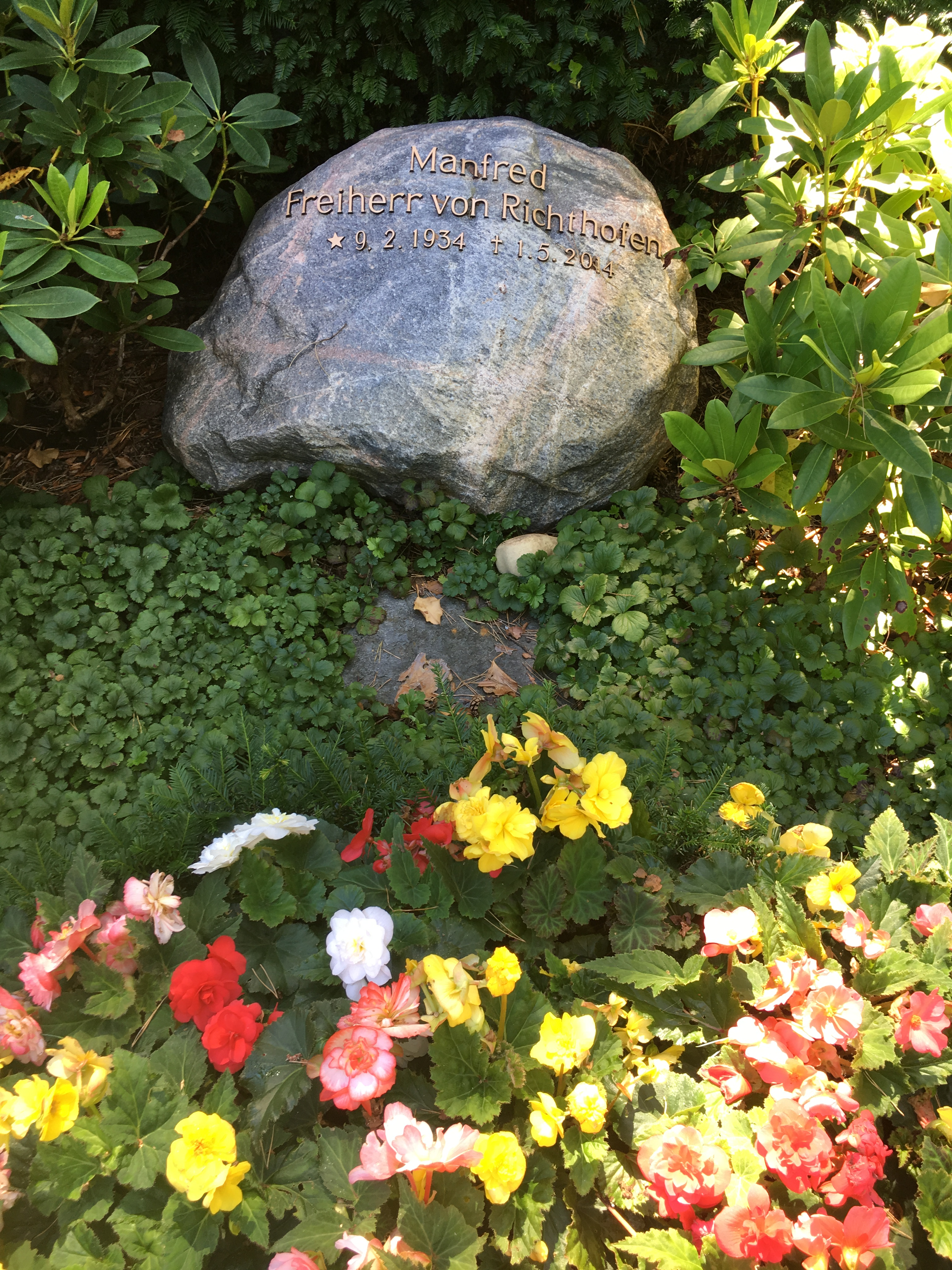
Das Grab Manfred von Richthofens

Manfred Freiherr von Richthofen (* 9. Februar 1934 in Berlin; † 1. Mai 2014 ebenda) war ein deutscher Sportler, Unternehmer und Sportfunktionär. 

## Werdegang
Richthofen kam als ältester Sohn des Kaufmanns Bolko Freiherr von Richthofen (1903–1971) und der Viktoria Praetorius Freiin von Richthofen (1914–2002) zur Welt. Die Ehe der Eltern wurde geschieden. Ein Onkel war der gleichnamige, auch als „Roter Baron“ bekannte Jagdflieger Manfred von Richthofen (1892–1918).
Er besuchte das Internat in Schloss Salem sowie das Gymnasium St. Goarshausen. Nach dem Abitur studierte er Sport und Sozialpädagogik und war zwischen 1951 und 1961 aktiver Spieler in der Hockey-Oberliga. Von 1960 bis 1969 war er Sportlehrer und Lehrer für Politische Weltkunde am Berliner Canisius-Kolleg und übte verschiedene Trainerfunktionen beim Berliner Hockeyverband aus.
1969 wurde Richthofen hauptamtlicher Sportfunktionär und Direktor des Landessportbundes Berlin. Diese Stelle gab er 1985 auf und wirkte fortan als Unternehmer. Er übernahm im selben Jahr die Präsidentschaft des Landessportbundes Berlin (bis 2000). Seit 1983 gehörte er dem deutschen Nationalen Olympischen Komitee (NOK) an.
Im Dezember 1994 wurde er zum Nachfolger von Hans Hansen als Präsident des Deutschen Sportbunds (DSB) gewählt. Seine Amtszeit endete mit der Gründung des Deutschen Olympischen Sportbundes als Fusion von DSB und NOK im Mai 2006.
Er starb am 1. Mai 2014 im Alter von 80 Jahren in Berlin. Seine letzte Ruhestätte fand Richthofen auf dem Berliner Waldfriedhof Dahlem (Feld 011-219).

## Auszeichnungen
- 1984: Bundesverdienstkreuz am Bande
- 1991: Bundesverdienstkreuz I. Klasse
- 1996: Verdienstorden des Landes Berlin
- 1999: Großes Bundesverdienstkreuz
- 2006: Hessischer Verdienstorden